# Lucy in the Sky
Lucy in the Sky es una película dramática estadounidense coescrita y dirigida por Noah Hawley (en su debut como director) y protagonizada por Natalie Portman, Jon Hamm, Zazie Beetz, Dan Stevens, Colman Domingo y Ellen Burstyn. 
La película tuvo su estreno mundial en el Festival Internacional de Cine de Toronto el 11 de septiembre de 2019. Está producida por Fox Searchlight Pictures y su estreno fue el 4 de octubre de 2019 por Walt Disney Studios Motion Pictures.

## Premisa
Una astronauta regresa a la Tierra después de una larga misión y comienza un amorío con un compañero astronauta. Ella cae en picada perdiendo la conexión con su familia, y cuando su amante comienza otra aventura con una aprendiz de astronauta, toca fondo. 
La película se basa libremente en la historia de la astronauta Lisa Nowak en torno a su relación romántica con su compañero astronauta William Oefelein.

## Reparto
- Natalie Portman como Lucy Cola.
- Jon Hamm como Mark Goodwin.
- Zazie Beetz como Erin Eccles.
- Dan Stevens como Drew Cola.
- Colman Domingo como Frank Paxton.
- Ellen Burstyn como Nana Holbrook.
- Pearl Amanda Dickson como Blue Iris.
- Jeremiah Birkett como Hank Lynch.
- Joe Williamson como Mayer Hines.
- Nick Offerman como Dr. Plimpton
- Tig Notaro como Kate Mounier.

## Producción
En febrero de 2017, Noah Hawley se incorporó al proyecto, entonces conocido como Pale Blue Dot, para producir junto a Bruna Papandrea y Reese Witherspoon, con Witherspoon con la intención de protagonizar el papel principal. Sin embargo, en noviembre de 2017, Witherspoon abandonó la película para rodar una segunda temporada de Big Little Lies. Para enero de 2018, Hawley también estaba listo para dirigir la película, mientras Natalie Portman entraba en negociaciones para el papel principal. En marzo de 2018, Jon Hamm se unió al elenco. En abril de 2018, Zazie Beetz se unió al elenco, y Dan Stevens se incorporó en mayo. En junio de 2018, Ellen Burstyn se también fue incorporada al elenco para retratar a la abuela del personaje de Portman. En julio de 2018, Colman Domingo y Jeremiah Birkett se unieron al elenco de la película. En febrero de 2019, se anunció que Nick Offerman había sido elegido para la película.
La filmación comenzó en junio de 2018.

## Música
El avance de la película presenta una interpretación instrumental del tema musical de la canción de los Beatles Lucy in the Sky with Diamonds.

## Lanzamiento
La película fue estrenada Festival Internacional de Cine de Toronto el 11 de septiembre de 2019. La película se estrenó el 4 de octubre de 2019.

## Controversia
La astronauta retirada Marsha Ivins criticó la premisa de la trama y negó que exista una "antigua idea que diga que los astronautas comienzan a perder su control sobre la realidad después de estar en el espacio durante un período prolongado de tiempo".